# Puente Ignacio Ezcurra
El puente Ignacio Ezcurra fue un puente carretero que cruzaba el río Quequén Grande muy cerca de la desembocadura en el Puerto Quequén. Unía las ciudades de Necochea y Quequén, en la provincia de Buenos Aires (Argentina). Fue inaugurado en 1971 y 1980, debido a una gran crecida del río, resultó destruido y no ha vuelto a ser reconstruido desde entonces.

## Historia

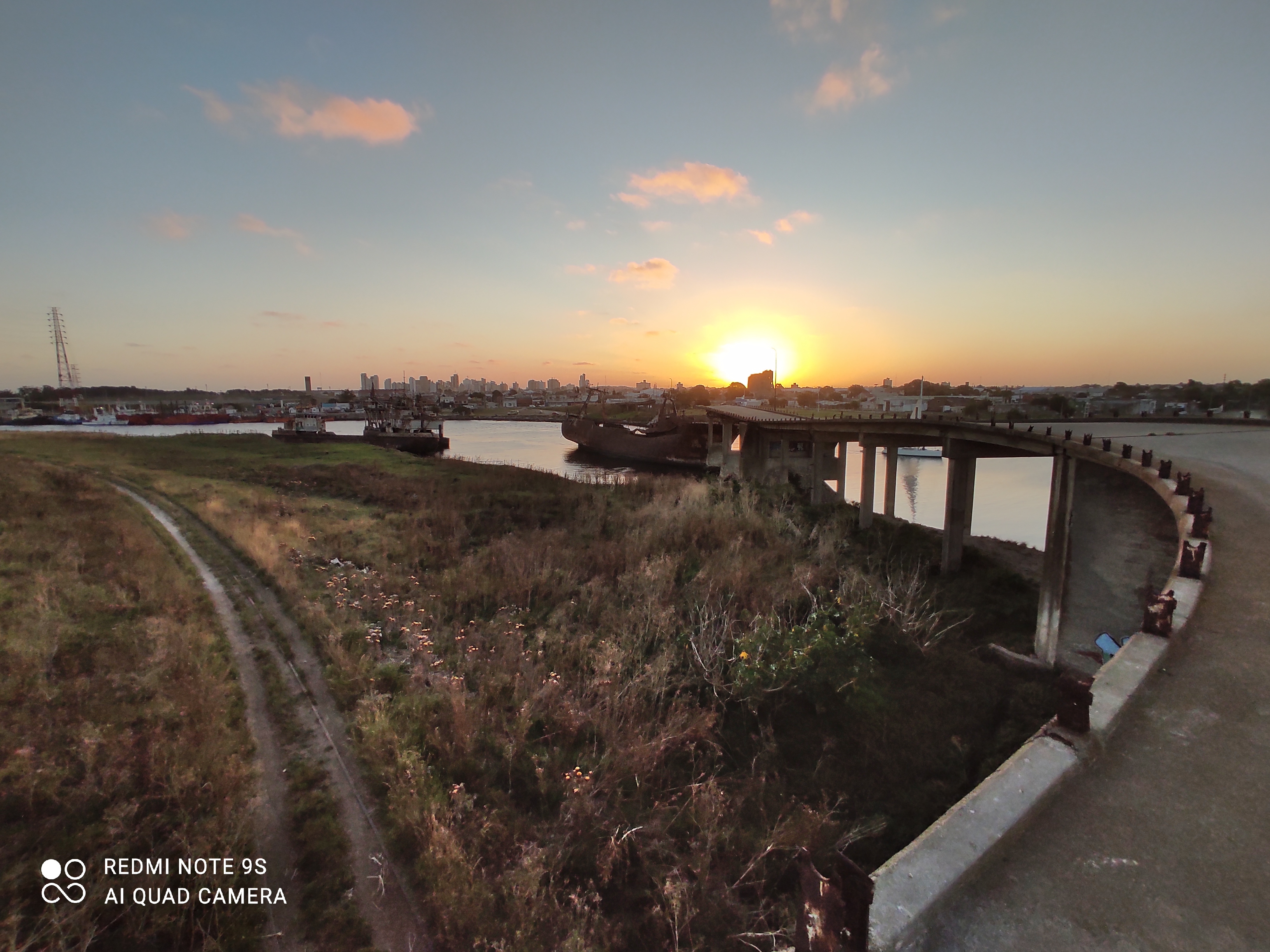
Vista de los restos del Puente Ezcurra desde la margen Quequén.

Entre los años 1946 y 1969 existió un puente ferroviario que unía ambas márgenes del río Quequén. Este se usó para construir sobre el mismo el Puente Ignacio Ezcurra. En 1969 comenzaron las obras para la construcción del puente que finalizaron en junio de 1971.
El nombre elegido, Ignacio Ezcurra, procede de un periodista argentino de 28 años que cubría la guerra de Vietnam para el periódico La Nación.
Durante el otoño e invierno de 1980 las lluvias en el sudeste de Buenos Aires fueron más altas de lo habitual. Hacia el mes de abril ya había noticias de desborde de ríos y arroyos. Esto provocó que los vecinos que habitaban en los bordes del río Quequén comenzaran a evacuar sus casas. Ya para el 28 de abril las aguas cubrían toda la ribera y tapaban casas, escuelas y clubes; incluso la terminal de Ómnibus debió ser evacuada ante la crecida. Este desastre natural provocó que finalmente, el 29 de abril de 1980, alrededor de las 16,30 una sección central de aproximadamente 130 m del Puente Ezcurra se derrumbó producto del empuje de las aguas del río. Ese mismo día se derrumbó también el viejo puente del ferrocarril, que se encontraba clausurado desde 1966, y que iba hasta la estación Necochea.

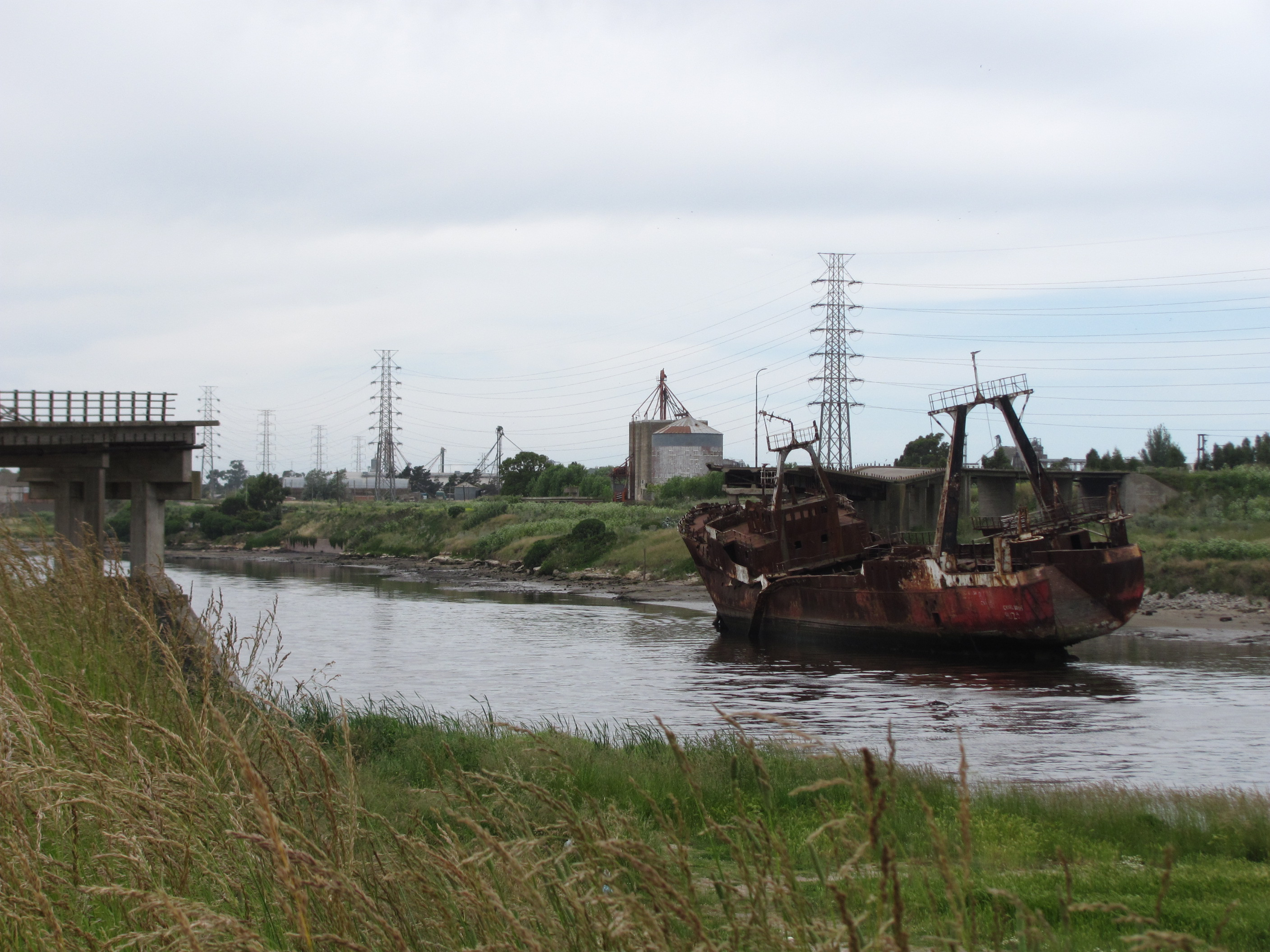
Vista de los restos del Puente Ezcurra y el barco Ribera Gallega.

En la década de 1980 se ubicó sobre uno de los pilares de la margen Quequén el buque Ribera Gallega, quedando allí durante décadas. En el año 2022 se autorizó su traslado para desguace y disposición final.
Desde entonces, han existido varios proyectos que prometen la reconstrucción del puente, dado el enorme potencial que tendría para conectar ambas márgenes del río Quequén y agilizar la operatoria del Puerto Quequén.